# Маја Санду
Маја Санду (молд. Maia Sandu; рођена 24. маја 1972) је молдавска политичарка и тренутна председница Молдавије од децембра 2020. године. Раније је служила као премијер Молдавије у 2019. години.

## Биографија
Маја Санду је рођена је 24. маја 1972. године у селу Рисипени, Молдавска ССР, СССР, у породици Григорија и Емили Санду.
Од 1989. до 1994. студирала је на Академији економских наука Молдавије (АСЕМ). Од 1995. године до 1998. студира међународне односе на академији за државну управу. У 2010. години, дипломирала је на Харвардском Институту Кенеди. Била је министар просвете Републике Молдавије (2012−2015). Има држављанство Румуније и Молдавије. На председничким изборима у Молдавији 13. новембра 2016. године у другом кругу је изгубила од Игора Додона.
Од 8. јуна 2019. године обавља функцију председнице владе Молдавије, а 2020. године је изабрана за председницу Молдавије.
Није удата. Говори енглески, румунски, руски и шпански језик.

## Функција
- Министар просвете Републике Молдавије (2012-2015).